# Харакена
Харакена (греч. Χαρακηνή; также Месена) — древнее государство в Южной Месопотамии, на берегу Персидского залива, наследник эллинистической и вавилонской культур и одно из первых арабских государств. Оно являлось вассалом по отношению к Парфянской империи. Столица Харакены Спасину Харакс (Σπασίνου Χάραξ) — крупный центр торговли с Южной Аравией и Индией. Царство было образовано примерно в 130-х годах до н. э. и просуществовало до завоевания региона империей Сасанидов в 222 году н. э.

## История
Харакенское царство было образовано в результате упадка державы Селевкидов на принадлежавшей ей ранее территории южномесопотамской области Месена. Здесь в южной части бывшей Вавилонии Антиох III Великий образовал сатрапию Эритрейского моря. В состав этой сатрапии входили также острова Икарос (Файлака) и Тилос (Бахрейн) и часть побережья северо-восточной Аравии. Около 165/64 года до н. э. Антиох IV Епифан назначил эпархом (наместником) этой сатрапии Гиспаосина. Именно он, её четвёртый известный по имени наместник-управитель, вышел из повиновения Селевкидам и создал собственное государство. Он правил регионом Месены около 40 лет.
По словам Плиния Старшего (Естественная история. Кн. VI, гл. 139) тогда ещё сатрап «Спасион, сын Сагдодонака, царя соседних арабов», восстановил Александрию, основанную Александром Великим, разрушенную водами Тигра и Евлея, и ещё раз отстроенную Антиохом III под именем Антиохии. С этих пор город получил имя Спасину Харакс.
В 141 года до н. э. город Селевкия на Тигре был захвачен парфянами. И примерно с 140 г. до н. э. Гиспаосин провёл несколько военных кампаний (выступая неясно на чьей стороне) и кратко правил даже в части Сусиды и Вавилонии. Он послал своего сына Тимарха с войском в Селевкию на Тигре. Вавилон также, на некоторое время, принадлежал к областям, управляемым Гиспаосином. И оттуда имеются соответствующие датированные тексты.
Гиспаосин наладил, возможно с 139/40 года до н. э., выпуск собственных монет с греческой легендой «Ύσπασίνης». На них он изображён как царь, но его статус, точная их датировка, а, следовательно, дата принятия царского титула являются достаточно спорными. Этот же царь известен по клинообразной надписи как «Aspasinie». Возможным временем основания государства Харакена является период вскоре после 129 года до н. э. В этом году Антиох VII Сидет предпринял последнюю для Селевкидов попытку отвоевать земли у Парфянского царства, но потерпел неудачу и погиб. В возникшем политическом хаосе Гиспаосин вполне мог окончательно утвердиться в качестве царя. Во всяком случае, он впервые появляется в датированном источнике как царь в клинописном тексте от 30 мая 127 г. до н. э.
При Гиспаосине и его жене Талассии (в клинописных текстах Таласиасу) на Тилосе (Бахрейне) в храме Диоскуров Кастора и Полидевка харакенский наместник стратег Кефисодор оставил стелу с текстом на греческом языке. Текст этой строительной посвятительной надписи гласит: «Во имя царя Гиспаосина и царицы Талассии Кефисодор, стратег Тилоса и островов, возвёл храм, посвященный Диоскурам спасителям».
Гиспаосин умер 11 июня 124 года до н. э. в преклонном возрасте 85 лет (то есть родился он в 209 году до н. э.). Точная дата его смерти записана в вавилонских клинописных астрономических текстах. Монеты с его именем использовались до 122/1 года до н. э., возможно при управлении страной царицей Таласией, которая постаралась возвести на престол своего несовершеннолетнего сына. Его имя не сохранилось, но, возможно, это был Аподак, который исторически засвидетельствован как преемник Гиспаосина. Аподак, как и Гиспаосин в последние годы правления, был вассалом парфян. Но как Харакена попала под парфянское господство и обстоятельства этого поглощения остаются в неизвестными.
Лукиан (или Псевдо-Лукиан) в «Долговечных (Макробиях)» приводит имена нескольких царей Харакены как любопытный пример их долголетия: «16. Гиспаусин, царь Харакса и местностей, прилегающих к Красному морю, имел восемьдесят пять лет, когда, заболев, скончался. Тирей, третий после Гиспаусина царь, умер, тоже от болезни, на девяносто третьем году; а седьмой после Тирея царь Артабаз воцарился, возвращенный парфянами, в возрасте восьмидесяти шести лет».
Вообще же за Гиспаосином последовало, по меньшей мере, 25 царей, засвидетельствованных нумизматически, в надписях и по упоминаниям у античных писателей: Аподак, Тирей (Тирай) I и Тирей (Тирай) II, Артабаз, Аттамбел I и ещё семь Аттамбелов, Теонесий I и ещё два Теонесия, три Абинергла, Орабаз I, Мередат, и, если следовать монетам с арамейскими легендами, ещё Орабаз II и Мага. К ним следует добавить последнего царя Харакены — Абинергла III (упомянут как «Бинегу» у Табари)
Иосиф Флавий приводит историю адиабенского царевича, а затем и царя, Изата, сына царя Монобаза I. Монобаз, беспокоясь о нём, послал его на воспитание к харакенскому царю Абинерглу I (Абеннеригу, Ἀβεννήριγος): «опасаясь, как бы ненавидевшие его братья не устроили Изату какой-нибудь неприятности, Монобаз отправил его с большими подарками к Абеннеригу, царю Спасину-Хараксы, и поручил ему позаботиться о безопасности юноши. Авеннериг любезно принял последнего, очень полюбил его и выдал за него замуж свою дочь Симахо, причем подарил ему область, из которой Изат мог извлекать значительные доходы». После смерти Монобаза I Изат сделался царём Адиабены.
Известно также, что Аттамбел VII (Ἀθάμβηλος) покорился римскому императору Траяну во время парфянского похода последнего. По сведениям Диона Кассия (в передаче Иоанна Ксифилина) о действиях Траяна на юге Месопотамии: «Он без труда подчинил себе Месену, остров на Тигре, где царствовал Атамбел. <…> Атамбел, правитель острова на Тигре, оставался верным Траяну, несмотря на наложенную на него подать; и жители городища, называемого Спасин, которые находились под властью Атамбела, также приняли его дружественно».
Конец царству Харакены положил, по свидетельству Табари, первый сасанидский правитель Ардашир Папакан, умертвивший её последнего царя Бинегу (может быть, Бевду) и основавший в Месене город Карх-Майсан.

## Культура
Греческие легенды монет, отчасти греческие царские имена (Тирей, Теонесий) указывают на принадлежность Харакены к эллинистическому миру. С другой стороны, имя Артабаз свидетельствует и о парфянском влиянии, которое, всё таки, едва ли было сильным. Несомненно, в основе харакенской лежала древневавилонская и арабская культура. Имена Аспасин, Абинергл и Аттамбел — вавилонские, соединённые с именами божеств Сина, Нергала и Бела (Абинергл — «Отец мой Нергал»). Царские изображения на монетах обнаруживают эламско-вавилонский облик.
В одной частной коллекции находится интересный клинописный документ — постановление жрецов главного храма Вавилона Эсагила, датированный по аршакидской эре и царствованию Аспасина. Вавилон под властью царей Xаракены был недолго, но последняя признавалась местными жрецами как законная. Нельзя не видеть в их царстве последнего представителя вавилонской культуры. С этой стороны вполне вероятно предположение большинства учёных отнести к Харакене интересные кирпичи, найденные в 1860-х годы Эрнестом де Сарзеком в древнем городе Гирсу (ныне Телло). На них штемпель арамейскими буквами «Hadadnadinahe» и по-гречески «Αδαδναδιναχης». Очевидно, они принадлежат царю-строителю, продолжавшему древневавилонский обычай класть штемпели на кирпичи и избравшему для своих сооружений эту колыбель шумеро-аккадской культуры, уже не знавшему клинописи и подвергшемуся эллинизации. Это имя — чисто вавилонское («Адад дал братьев», ср. Мардук-надин-ахе). Возможно его сопоставление и с отцом Аспасина — Сагдодонаком, при допущении описки у Плиния. Окончание -ак есть и в имени Аподака, и, несомненно, соответствует вавилонскому «ahe». Кирпич относят к III веку нашей эры.

## Цари Харакены
| Имя                        | Годы правления                 | Комментарии                                                | Монета |
| -------------------------- | ------------------------------ | ---------------------------------------------------------- | ------ |
| Гиспасион                  | ок. 127—124 до н. э.           | основатель Харакены, умер в возрасте 85 лет (Лукиан)       |        |
| Аподак                     | ок. 110/109 — 104/103 до н. э. | известен только по монетам                                 |        |
| Тирей I Евергет            | 95/94 — 90/89 до н. э.         | известен только по монетам                                 |        |
| Тирей II Сотер Евергет     | 79/78 — 49/48 до н. э.         | умер в возрасте 92 лет (Лукиан)                            |        |
| Артабаз                    | 49/48 — 48/47 до н. э.         | стал царём в возрасте 86 лет (Лукиан)                      |        |
| Аттамбел I Сотер Евергет   | 47/46 — 25/24 до н. э.         | известен только по монетам                                 |        |
| Теонесий I                 | ок. 25/24 — 20/19 до н. э.     | известен только по монетам                                 |        |
| Аттамбел II Сотер Евергет  | ок. 17/16 до н. э. — 8/9 н. э. | известен только по монетам                                 |        |
| Абинергл I                 | 10/11                          | упоминается Иосифом Флавием                                |        |
| Орабаз I                   | ок. 19                         | упоминается только в одной из надписей в Пальмире          |        |
| Абинергл I                 | 22/23                          | второй период царствования правителя                       |        |
| Аттамбел III Сотер Евергет | ок. 37/38—44/45                | известен только по монетам                                 |        |
| Теонесий II Сотер          | ок. 46/47                      | известен только по монетам                                 |        |
| Теонесий III               | ок. 52/53                      | известен только по одной найденной монете                  |        |
| Аттамбел IV Сотер Евергет  | 54/55—64/65                    | известен только по монетам                                 |        |
| Аттамбел V                 | 64/65—73/74                    | известен только по монетам                                 |        |
| Пакор II (парфянский царь) | ок. 80/81—101/102              | ставленный монарх периода прямого правления из Парфии      |        |
| Аттамбел VI                | ок. 101/102—105/106            | известен только по монетам                                 |        |
| Теонесий IV                | 110/111—112/113                | известен только по монетам                                 |        |
| Аттамбел VII               | ок. 113/114—116/117            | упоминается Дионом Кассием                                 |        |
| междуцарствие (?)          |                                |                                                            |        |
| Мередат                    | ок. 130/31—150/51              | сын Пакора, побеждён парфянскими войсками царя Вологеза IV |        |
| Орабаз II                  | ок. 150/151—165                | известен только по монетам                                 |        |
| Абинергл II                | ок. 165—180                    | известен только по монетам                                 |        |
| Аттамбел VIII              | ок. 180—195                    | известен только по монетам                                 |        |
| Мага (?)                   | ок. 195—210                    | сын Аттамбела, известен только по недатированным монетам   |        |
| Абинергл III (?)           | ок. 210—222                    | упоминается только в арабских источниках                   |        |